# Mjösjön (Umeå socken, Västerbotten, 707798-171276)
Mjösjön är en sjö i Umeå kommun i Västerbotten och ingår i Umeälven-Hörnåns kustområde. Sjöns area är 0,026 kvadratkilometer och den befinner sig 40 meter över havet.